# Saint-Denis-d’Augerons
Saint-Denis-d’Augerons – miejscowość i gmina we Francji, w regionie Normandia, w departamencie Eure.
Według danych na rok 1990 gminę zamieszkiwały 92 osoby, a gęstość zaludnienia wynosiła 22 osoby/km² (wśród 1421 gmin Górnej Normandii Saint-Denis-d’Augerons plasuje się na 802. miejscu pod względem liczby ludności, natomiast pod względem powierzchni na miejscu 754.).